# Chase (composition)
Pour les articles homonymes, voir Chase.
Singles de Giorgio Moroder
Let The Music Play
(1977) E=MC2
(1979)
Chase est une musique composée par Giorgio Moroder pour le film Midnight Express, réalisé par Alan Parker, en 1978. Le titre, extrait de la bande originale du film, pour lequel Moroder fut oscarisé dans la catégorie meilleure musique, est sorti en single.

## Historique
Chase est une composition de style disco à base de synthétiseurs et instruments électroniques produite en 1978. Considéré comme un titre pionnier du genre « electro », Chase s'inscrit dans la continuité des morceaux I Feel Love et From Here to Eternity créés par Moroder l'année précédente. Harold Faltermeyer a participé aux arrangements.

## Héritage
- Durant la saison NBA 1978-1979, CBS Sports utilise la chanson pour introduire ses émissions.
- En 1979, Chase est entendu en fond sonore sur l'enregistrement du testament de Jacques Mesrine[5],[6].
- En 1979, la chanson est utilisée dans la vidéo d'introduction du Métro de Hong Kong[7].
- Entre les années 1980 et 1990, Chase ambiance les matchs de l'équipe de showbol des Kansas City Comets.
- C'est le générique d'entrée de l'émission de radio américaine Coast to Coast AM.
- La chaîne de télévision ET-2 avait repris un extrait de la chanson comme indicatif d'antenne.
- Le morceau est en partie repris par Daft Punk durant la tournée Daftendirektour en 1997. Quelques années plus tard, le groupe français collaborera avec Giorgio Moroder sur leur album Random Access Memories sur le titre Giorgio by Moroder, très influencé par Chase.
- En 1997, le titre apparaît dans le film hongkongais The Longest Nite.
- En 1997, le compositeur et écrivain suisse, Laine Gebel, leader du groupe dark industriel Ex nihilo, crée sa première version de Chase. En 1998, le groupe produit une nouvelle version pour la première cassette promotionnelle nommée DemoTape 1A. Ex nihilo retravaille Chase avec le soutien du studio Hotline de Neuchâtel en une version plus élaborée et énergique qui figure sur le premier album officiel du groupe, Visions, en 1999. La même année, des extraits de cet album passaient dans un reportage sur le groupe Ex nihilo, sur la chaîne suisse, Canal NV. Cette version album de Chase fut très bien accueillie par les médias et permit à Ex nihilo de toucher à de nombreux styles musicaux. Elle figure sur le sampler canadien Black Planet/KSM Records. Un single contenant plusieurs versions de Chase de 1998 à 2018, est prévu pour les 20 ans sur le site officiel. d'Ex nihilo.
- En 2003, l'artiste Vitalic remixe Chase.
- En 2005, le titre Marginal du groupe de rap français 113 reprend un sample de Le Testament composé par Jean-Pierre Rusconi pour le film Mesrine[8], musique très semblable au titre de Giorgio Moroder.
- En 2005, la chanson apparaît dans le jeu vidéo Grand Theft Auto: Liberty City Stories.
- En 2007, le titre apparaît sur la bande originale du film Hot Rod.
- Le DJ slovène Umek remixe le titre en 2008.
- La chanson était utilisée par les catcheurs Trent Acid et Jim Cornette.
- En 2010, Chase apparaît dans l'épisode Baiser volé, 15e épisode de la saison 21 de la série télévisée Les Simpson.
- En 2014, Stefan Schick a remastérisé le titre Chase repris par Ex nihilo en 1999.
- En 2024, Chase apparaît dans l'épisode Le Zizou, 12e épisode de la sérié télévisée Samuel.

## Classements

### Classements hebdomadaires
| Classement (1979)               | Meilleure place |
| ------------------------------- | --------------- |
| États-Unis (Hot 100)            | 33              |
| États-Unis (Adult Contemporary) | 42              |
| Italie (Musica e dischi)        | 18              |
| Royaume-Uni (UK Singles Chart)  | 48              |

| Classement (2000)              | Meilleure place |
| ------------------------------ | --------------- |
| Allemagne (GfK Entertainment)  | 44              |
| Italie (FIMI)                  | 25              |
| Pays-Bas (Single Top 100)      | 68              |
| Royaume-Uni (UK Singles Chart) | 46              |
| Suisse (Schweizer Hitparade)   | 75              |

### Classement annuel
| Classement (1979)        | Meilleure place |
| ------------------------ | --------------- |
| Italie (Musica e Dischi) | 65              |